# Jacques Pollet
Jacques Pollet (Roubaix, 1922. július 2. – Párizs, 1997. augusztus 16.) francia autóversenyző.

## Pályafutása
1954-ben két, 1955-ben pedig három Formula–1-es világbajnoki versenyen állt rajthoz. Hazája versenyén debütált a sorozatban, ám nem ért célba a versenyen. Legjobb helyezése az 1955-ös monacói futamon elért hetedik pozíció volt.
Részt az 54-es valamint az 55-ös Le Mans-i 24 órás versenyen is. Első versenyén a hatodik helyen zárt, míg az 55-ös futamon nem ért célba.

## Eredményei

### Teljes Formula–1-es eredménylistája
(Táblázat értelmezése)

(Félkövér: pole-pozícióból indult; dőlt: leggyorsabb kört futott) 

| Év   | Csapat         | Modell          | Motor              | 1   | 2     | 3   | 4      | 5      | 6   | 7      | 8   | 9      | Helyezés | Pont |
| ---- | -------------- | --------------- | ------------------ | --- | ----- | --- | ------ | ------ | --- | ------ | --- | ------ | -------- | ---- |
| 1954 | Equipe Gordini | Gordini Type 16 | Gordini Straight-6 | ARG | 500   | BEL | FRA Ki | GBR    | GER | SUI    | ITA | ESP Ki | -        | 0    |
| 1955 | Equipe Gordini | Gordini Type 16 | Gordini Straight-6 | ARG | MON 7 | 500 | BEL    | NED 10 | GBR | ITA Ki |     |        | -        | 0    |

### Le Mans-i 24 órás autóverseny
| Év   | Csapat              | Autó         | Csapattárs              | Helyezés |
| ---- | ------------------- | ------------ | ----------------------- | -------- |
| 1954 | Equipe Gordini      | Gordini T15  | André Guelfi            | 6.       |
| 1955 | Automobiles Gordini | Gordini T15S | Hernando da Silva Ramos | Kiesett  |